# Rio Branco do Sul (kommun)
Rio Branco do Sul är en kommun i Brasilien.   Den ligger i delstaten Paraná, i den södra delen av landet, 1 000 km söder om huvudstaden Brasília. Antalet invånare är 30 662.
Följande samhällen finns i Rio Branco do Sul:
- Rio Branco do Sul

I omgivningarna runt Rio Branco do Sul växer i huvudsak städsegrön lövskog. Runt Rio Branco do Sul är det ganska glesbefolkat, med 38 invånare per kvadratkilometer.